# Großsteingrab Büden
Das Großsteingrab Büden war eine megalithische jungsteinzeitliche Grabanlage bei Büden, einem Ortsteil von Möckern im Landkreis Jerichower Land, Sachsen-Anhalt. Das Grab wurde im 18. oder 19. Jahrhundert zerstört.

## Lage
Das Grab befand sich außerhalb von Büden in der Nähe der Kienheide.

## Forschungsgeschichte
Erstmals dokumentiert wurde die Anlage von Joachim Gottwalt Abel, der zwischen 1755 und 1806 Pastor in Möckern war. Dieser hinterließ hierüber nur handschriftliche Aufzeichnungen, die 1928 durch Ernst Herms publiziert wurden. Das Grab selbst war bei Herms’ Untersuchungen aber bereits vollständig abgetragen.

## Beschreibung
Nach Abels Aufzeichnungen war das Grab ost-westlich orientiert und besaß eine Umfassung aus 30 Steinen, die in zwei Reihen angeordnet waren. Die Steine waren von enormer Größe und standen mehrheitlich noch aufrecht. Eine Grabkammer war nicht zu erkennen, die Anlage dürfte daher als Kammerloses Hünenbett anzusprechen sein.